# Eucriotettix
Eucriotettix is een geslacht van rechtvleugeligen uit de familie doornsprinkhanen (Tetrigidae). De wetenschappelijke naam van dit geslacht is voor het eerst geldig gepubliceerd in 1930 door Hebard.

## Soorten
Het geslacht Eucriotettix omvat de volgende soorten:
- Eucriotettix aequalis Hancock, 1912
- Eucriotettix amplifemurus Zheng, 1998
- Eucriotettix annandalei Hancock, 1915
- Eucriotettix aptus Bolívar, 1898
- Eucriotettix bolotettigiellus Günther, 1938
- Eucriotettix brachynotus Zheng & Jiang, 1997
- Eucriotettix dammermanni Günther, 1938
- Eucriotettix dyscheres Günther, 1939
- Eucriotettix edithae Kaltenbach, 1979
- Eucriotettix exsertus Bolívar, 1902
- Eucriotettix flavopictus Bolívar, 1902
- Eucriotettix grandis Hancock, 1912
- Eucriotettix guipingensis Li, Zheng & Lu, 2000
- Eucriotettix hainanensis Günther, 1938
- Eucriotettix interrupta Deng, Zheng & Wei, 2006
- Eucriotettix longidorsalis Zheng & Ou, 2011
- Eucriotettix longipennis Deng, Zheng & Wei, 2007
- Eucriotettix maculatus Kirby, 1914
- Eucriotettix magnus Hancock, 1907
- Eucriotettix molestus Günther, 1938
- Eucriotettix montanus Hancock, 1912
- Eucriotettix nigripennis Deng & Zheng, 2012
- Eucriotettix nigritibialis Zheng & Shi, 2009
- Eucriotettix oculatus Bolívar, 1898
- Eucriotettix peregrinus Günther, 1938
- Eucriotettix ridleyi Günther, 1938
- Eucriotettix rufescens Kirby, 1914
- Eucriotettix spinilobus Hancock, 1904
- Eucriotettix strictivertex Deng & Zheng, 2012
- Eucriotettix superfluus Günther, 1936
- Eucriotettix tenuis Günther, 1936
- Eucriotettix thienemanni Günther, 1938
- Eucriotettix tricarinatus Bolívar, 1887
- Eucriotettix wuliangshanensis Zheng & Ou, 2003